# 2010–2011-es spanyol labdarúgó-bajnokság (első osztály)
A La Liga 2010–11-es szezonja a bajnokság jubileumi, nyolcvanadik kiírása. A címvédő az FC Barcelona. A bajnokság 2010. augusztus 28-án kezdődött és 2011. május 29-éig tartott. A szezon hivatalos meccslabdája a Nike T90 Tracer.
Az előző (2009–10-es) szezon végén a Valladolid, a Tenerife és a Xerez esett ki, a másodosztályból pedig a Real Sociedad, a Hércules és a Levante jutott fel.

## Stadionok
| Csapat              | Város                 | Stadion                   | Befogadóképesség |
| ------------------- | --------------------- | ------------------------- | ---------------- |
| Almería             | Almería               | Estadio del Mediterráneo  | 22,000           |
| Athletic Club       | Bilbao                | San Mamés                 | 39,750           |
| Atlético de Madrid  | Madrid                | Vicente Calderón          | 54,851           |
| Barcelona           | Barcelona             | Camp Nou                  | 98,772           |
| Deportivo La Coruña | A Coruña              | Riazor                    | 34,600           |
| Espanyol            | Cornellà de Llobregat | Estadi Cornellà-El Prat   | 40,500           |
| Getafe              | Getafe                | Coliseum Alfonso Pérez    | 17,700           |
| Hércules            | Alicante              | Estadio José Rico Pérez   | 30,000           |
| Levante             | Valencia              | Estadi Ciutat de València | 25,534           |
| Málaga              | Málaga                | La Rosaleda               | 28,963           |
| Mallorca            | Palma de Mallorca     | ONO Estadi                | 23,142           |
| Osasuna             | Pamplona              | Reyno de Navarra          | 19,800           |
| Racing Santander    | Santander             | El Sardinero              | 22,271           |
| Real Madrid         | Madrid                | Santiago Bernabéu         | 80,354           |
| Real Sociedad       | San Sebastián         | Estadio Anoeta            | 32,076           |
| Sevilla             | Sevilla               | Ramón Sánchez Pizjuán     | 48,649           |
| Sporting            | Gijón                 | El Molinón                | 25,885           |
| Valencia            | Valencia              | Mestalla                  | 55,000           |
| Villarreal          | Villarreal            | El Madrigal               | 25,000           |
| Zaragoza            | Zaragoza              | La Romareda               | 34,596           |

## Vezetőedzők, főszponzorok, csapatkapitányok
| Csapat              | Elnök                   | Vezetőedző             | Csapatkapitány     | Mez     | Főszponzor                |
| ------------------- | ----------------------- | ---------------------- | ------------------ | ------- | ------------------------- |
| Almería             | Alfonso García Gabarrón | Roberto Olabe          | José Ortiz         | Rasán   | Urcisol.com               |
| Athletic Club       | Fernando García Macua   | Joaquín Caparrós       | Pablo Orbaiz       | Umbro   | Petronor                  |
| Atlético de Madrid  | Enrique Cerezo          | Quique Sánchez Flores  | Antonio López      | Nike    | KIA                       |
| Barcelona           | Sandro Rosell           | Josep Guardiola        | Carles Puyol       | Nike    | UNICEF                    |
| Deportivo La Coruña | Augusto Lendoiro        | Miguel Ángel Lotina    | Manuel Pablo       | Lotto   | Estrella Galicia          |
| Espanyol            | Daniel Sánchez Llibre   | Mauricio Pochettino    | Iván de la Peña    | Li Ning | Interwetten               |
| Getafe              | Ángel Torres Sánchez    | Míchel                 | Javier Casquero    | Joma    | Burger King               |
| Hércules            | Valentín Botella Ros    | Miroslav Đukić         | Paco Peña          | Nike    | Comunitat Valenciana      |
| Levante             | Quico Catalán           | Luis García Plaza      | Sergio Ballesteros | Luanvi  | Comunitat Valenciana      |
| Málaga              | Abdullah Al Thani       | Manuel Pellegrini      | Francesc Arnau     | Li Ning |                           |
| Mallorca            | Jaume Cladera           | Michael Laudrup        | Nunes              | Macron  | Bet-at-home.com           |
| Osasuna             | Patxi Izco              | José Luis Mendilibar   | Francisco Puñal    | Astore  |                           |
| Racing Santander    | Francisco Pernía        | Marcelino García Toral | Pablo Pinillos     | Slam    | Palacios                  |
| Real Madrid         | Florentino Pérez        | José Mourinho          | Iker Casillas      | adidas  | Bwin                      |
| Real Sociedad       | Jokin Aperribay         | Martín Lasarte         | Mikel Aranburu     | Astore  | Gipuzkoa Euskararekin Bat |
| Sevilla             | José María del Nido     | Gregorio Manzano       | Andrés Palop       | Joma    | 12bet.com                 |
| Sporting de Gijón   | Manuel Vega-Arango      | Manolo Preciado        | Rafel Sastre       | Astore  | Gijón / Asturias          |
| Valencia            | Manuel Llorente         | Unai Emery             | Vicente Rodríguez  | Kappa   | Unibet                    |
| Villarreal          | Fernando Roig           | Juan Carlos Garrido    | Marcos Senna       | Puma    | Aeroport Castelló         |
| Zaragoza            | Agapito Iglesias        | Javier Aguirre         | Gabi               | adidas  | Proniño                   |

## Végeredmény
| #   | Csapat                  | M  | GY | D  | V  | G+ – G– | GK  | P                                                       | Megjegyzések                                |
| --- | ----------------------- | -- | -- | -- | -- | ------- | --- | ------------------------------------------------------- | ------------------------------------------- |
| 1.  | FC BarcelonaCV (B)      | 38 | 30 | 6  | 2  | 95–21   | +74 | 96                                                      | 2011–2012-es Bajnokok Ligája – csoportkör   |
| 2.  | Real Madrid (KGY)       | 38 | 29 | 5  | 4  | 102–33  | +69 | 92                                                      | 2011–2012-es Bajnokok Ligája – csoportkör   |
| 3.  | Valencia CF             | 38 | 21 | 8  | 9  | 64–44   | +20 | 71                                                      | 2011–2012-es Bajnokok Ligája – csoportkör   |
| 4.  | Villarreal CF           | 38 | 18 | 8  | 12 | 54–44   | +10 | 62                                                      | 2011–2012-es Bajnokok Ligája – rájátszás    |
| 5.  | Sevilla FCK             | 38 | 17 | 7  | 14 | 62–61   | +1  | 58                                                      | 2011–2012-es Európa-liga – rájátszás1       |
| 6.  | Athletic Bilbao         | 38 | 18 | 4  | 16 | 59–55   | +4  | 58                                                      | 2011–2012-es Európa-liga – rájátszás1       |
| 7.  | Atlético Madrid         | 38 | 17 | 7  | 14 | 62–53   | +9  | 58                                                      | 2011–2012-es Európa-liga – 3. selejtezőkör1 |
| 8.  | Espanyol                | 38 | 15 | 4  | 19 | 46–55   | −9  | 49 \| rowspan="10" style="background-color: #fafafa" \| |                                             |
| 9.  | Osasuna                 | 38 | 13 | 8  | 17 | 45–46   | −1  | 47                                                      |                                             |
| 10. | Sporting Gijón          | 38 | 11 | 14 | 13 | 35–42   | −7  | 47                                                      |                                             |
| 11. | Málaga CF               | 38 | 13 | 7  | 18 | 54–68   | −14 | 46                                                      |                                             |
| 12. | Racing Santander        | 38 | 12 | 10 | 16 | 41–56   | −15 | 46                                                      |                                             |
| 13. | Real Zaragoza           | 38 | 12 | 9  | 17 | 40–53   | −13 | 45                                                      |                                             |
| 14. | Real SociedadÚ          | 38 | 14 | 3  | 21 | 49–66   | −17 | 45                                                      |                                             |
| 15. | LevanteÚ                | 38 | 12 | 9  | 17 | 41–52   | −11 | 45                                                      |                                             |
| 16. | Getafe CF               | 38 | 12 | 8  | 18 | 49–60   | −11 | 44                                                      |                                             |
| 17. | RCD Mallorca            | 38 | 12 | 8  | 18 | 41–56   | −15 | 44                                                      |                                             |
| 18. | Deportivo La Coruña (K) | 38 | 10 | 13 | 15 | 31–47   | −16 | 43                                                      | Segunda División                            |
| 19. | HérculesÚ (K)           | 38 | 9  | 8  | 21 | 36–60   | −24 | 35                                                      | Segunda División                            |
| 20. | UD Almería (K)          | 38 | 6  | 12 | 20 | 36–70   | −34 | 30                                                      | Segunda División                            |

Forrás: lfp.es (spanyolul) 
A rangsorolás alapszabályai: 1. összpontszám, 2. egymás elleni eredmények összpontszáma, 3. egymás elleni eredmények gólkülönbsége, 4. egymás ellen vendégként szerzett gólok száma, 5. gólkülönbség, 6. szerzett gólok száma.
1Mivel a bajnoki ezüstérmes Real Madrid nyerte a 2010–2011-es spanyol kupát, illetve a bajnok FC Barcelona volt a finálé másik résztvevője, a bajnokság 5. és 6. helyezett csapata a 2011–2012-es Európa-liga rájátszásában, a 7. helyezett pedig a 3. selejtezőkörében indulhat.
(B): Bajnokcsapat, (K): Kieső csapat, (F): Feljutó csapat, (I): Kupainduló, (R): A rájátszás győztese, (KGY): Kupagyőztes

## Eredmények
| Hazai \ Vendég1     | ALM | ATB | ATM | FCB | DEP | ESP | GET | HÉR | LEV | MLG | MAL | OSA | RAC | RMA | RSO | ZAR | SEV | SPO | VAL | VIL |
| UD Almería          |     | 1–3 | 2–2 | 0–8 | 1–1 | 3–2 | 2–3 | 1–1 | 0–1 | 1–1 | 3–1 | 3–2 | 1–1 | 1–1 | 2–2 | 1–1 | 0–1 | 1–1 | 0–3 | 0–0 |
| Athletic Bilbao     | 1–0 |     | 1–2 | 1–3 | 1–2 | 2–1 | 3–0 | 3–0 | 3–2 | 1–1 | 3–0 | 1–0 | 2–1 | 0–3 | 2–1 | 2–1 | 2–0 | 3–0 | 1–2 | 0–1 |
| Atlético Madrid     | 1–1 | 0–2 |     | 1–2 | 2–0 | 2–3 | 2–0 | 2–1 | 4–1 | 0–3 | 3–0 | 3–0 | 0–0 | 1–2 | 3–0 | 1–0 | 2–2 | 4–0 | 1–2 | 3–1 |
| FC Barcelona        | 3–1 | 2–1 | 3–0 |     | 0–0 | 2–0 | 2–1 | 0–2 | 2–1 | 4–1 | 1–1 | 2–0 | 3–0 | 5–0 | 5–0 | 1–0 | 5–0 | 1–0 | 2–1 | 3–1 |
| Deportivo La Coruña | 0–2 | 2–1 | 0–1 | 0–4 |     | 3–0 | 2–2 | 1–0 | 0–1 | 3–0 | 2–1 | 0–0 | 2–0 | 0–0 | 2–1 | 0–0 | 3–3 | 1–1 | 0–2 | 1–0 |
| Espanyol            | 1–0 | 2–1 | 2–2 | 1–5 | 2–0 |     | 3–1 | 3–0 | 2–1 | 1–0 | 1–2 | 1–0 | 1–2 | 0–1 | 4–1 | 4–0 | 2–3 | 1–0 | 2–2 | 0–1 |
| Getafe CF           | 2–0 | 2–2 | 1–1 | 1–3 | 4–1 | 1–3 |     | 3–0 | 4–1 | 0–2 | 3–0 | 2–0 | 0–1 | 2–3 | 0–4 | 1–1 | 1–0 | 3–0 | 2–4 | 1–0 |
| Hércules            | 1–2 | 0–1 | 4–1 | 0–3 | 1–0 | 0–0 | 0–0 |     | 3–1 | 4–1 | 2–2 | 0–4 | 2–3 | 1–3 | 2–1 | 2–1 | 2–0 | 0–0 | 1–2 | 2–2 |
| Levante             | 1–0 | 1–2 | 2–0 | 1–1 | 1–2 | 1–0 | 2–0 | 2–1 |     | 3–1 | 1–1 | 2–1 | 3–1 | 0–0 | 2–1 | 1–2 | 1–4 | 0–0 | 0–1 | 1–2 |
| Málaga CF           | 3–1 | 1–1 | 0–3 | 1–3 | 0–0 | 2–0 | 2–2 | 3–1 | 1–0 |     | 3–0 | 0–1 | 4–1 | 1–4 | 1–2 | 1–2 | 1–2 | 2–0 | 1–3 | 2–3 |
| RCD Mallorca        | 4–1 | 1–0 | 3–4 | 0–3 | 0–0 | 0–1 | 2–0 | 3–0 | 2–1 | 2–0 |     | 2–0 | 0–1 | 0–0 | 2–0 | 1–0 | 2–2 | 0–4 | 1–2 | 0–0 |
| Osasuna             | 0–0 | 1–2 | 2–3 | 0–3 | 0–0 | 4–0 | 0–0 | 3–0 | 1–1 | 3–0 | 1–1 |     | 3–1 | 1–0 | 3–1 | 0–0 | 3–2 | 1–0 | 1–0 | 1–0 |
| Racing Santander    | 1–0 | 1–2 | 2–1 | 0–3 | 1–0 | 0–0 | 0–1 | 0–0 | 1–1 | 1–2 | 2–0 | 4–1 |     | 1–3 | 2–1 | 2–0 | 3–2 | 1–1 | 1–1 | 2–2 |
| Real Madrid         | 8–1 | 5–1 | 2–0 | 1–1 | 6–1 | 3–0 | 4–0 | 2–0 | 2–0 | 7–0 | 1–0 | 1–0 | 6–1 |     | 4–1 | 2–3 | 1–0 | 0–1 | 2–0 | 4–2 |
| Real Sociedad       | 2–0 | 2–0 | 2–4 | 2–1 | 3–0 | 1–0 | 1–1 | 1–3 | 1–1 | 0–2 | 1–0 | 1–0 | 1–0 | 1–2 |     | 2–1 | 2–3 | 2–1 | 1–2 | 1–0 |
| Real Zaragoza       | 1–0 | 2–1 | 0–1 | 0–2 | 1–0 | 1–0 | 2–1 | 0–0 | 1–0 | 3–5 | 3–2 | 1–3 | 1–1 | 1–3 | 2–1 |     | 1–2 | 2–2 | 4–0 | 0–3 |
| Sevilla FC          | 1–3 | 4–3 | 3–1 | 1–1 | 0–0 | 1–2 | 1–3 | 1–0 | 4–1 | 0–0 | 1–2 | 1–0 | 1–1 | 2–6 | 3–1 | 3–1 |     | 3–0 | 2–0 | 3–2 |
| Sporting Gijón      | 1–0 | 2–2 | 1–0 | 1–1 | 2–2 | 1–0 | 2–0 | 2–0 | 1–1 | 1–2 | 2–0 | 1–0 | 2–1 | 0–1 | 1–3 | 0–0 | 2–0 |     | 0–2 | 1–1 |
| Valencia CF         | 2–1 | 2–1 | 1–1 | 0–1 | 2–0 | 2–1 | 2–0 | 2–0 | 0–0 | 4–3 | 1–2 | 3–3 | 1–0 | 3–6 | 3–0 | 1–1 | 0–1 | 0–0 |     | 5–0 |
| Villarreal CF       | 2–0 | 4–1 | 2–0 | 0–1 | 1–0 | 4–0 | 2–1 | 1–0 | 0–1 | 1–1 | 3–1 | 4–2 | 2–0 | 1–3 | 2–1 | 1–0 | 1–0 | 1–1 | 1–1 |     |

Forrás: lfp.es (spanyolul) 
1A hazai csapatok a bal oldali oszlopban szerepelnek.
Színek: Zöld = hazai győzelem; Sárga = döntetlen; Piros = vendéggyőzelem.
 

## Változások a csapatok vezetőedzőinél
| Csapat           | Előző vezetőedző      | Távozás oka    | Távozás ideje        | Utód                   | Érkezés ideje        | Pozíció       |
| ---------------- | --------------------- | -------------- | -------------------- | ---------------------- | -------------------- | ------------- |
| Mallorca         | Gregorio Manzano      | Szerződés vége | 2010. május 19.      | Michael Laudrup        | 2010. július 2.      | 5. (2009–10)  |
| Real Madrid      | Manuel Pellegrini     | Kirúgva        | 2010. május 26.      | José Mourinho          | 2010. május 28.      | 2. (2009–10)  |
| Málaga           | Juan R. López Muñiz   | Kirúgva        | 2010. június 16.     | Jesualdo Ferreira      | 2010. június 17.     | 17. (2009–10) |
| Sevilla          | Antonio Álvarez       | Kirúgva        | 2010. szeptember 26. | Gregorio Manzano       | 2010. szeptember 26. | 7.            |
| Málaga           | Jesualdo Ferreira     | Kirúgva        | 2010. november 2.    | Manuel Pellegrini      | 2010. november 2.    | 18.           |
| Zaragoza         | José Aurelio Gay      | Kirúgva        | 2010. november 17.   | Javier Aguirre         | 2010. november 17.   | 20.           |
| Almería          | Juan Manuel Lillo     | Kirúgva        | 2010. november 20.   | José Luis Oltra        | 2010. november 24.   | 19.           |
| Racing Santander | Miguel Ángel Portugal | Kirúgva        | 2011. február 7.     | Marcelino García Toral | 2011. február 9.     | 16.           |
| Osasuna          | José Antonio Camacho  | Kirúgva        | 2011. február 14.    | José Luis Mendilibar   | 2011. február 14.    | 18.           |